# Campeonato Mundial de Atletismo Júnior de 2010 - Marcha atlética 10 km feminina
A prova da marcha atlética 10 km feminina do Campeonato Mundial de Atletismo Júnior de 2010 ocorreu entre no dia 21 de julho em Moncton, no Canadá. 

## Recordes
Antes desta competição, os recordes mundiais e do campeonato nesta prova eram os seguintes:
|     | Nome             | Nacionalidade | Tempo    | Local     | Data                |
| --- | ---------------- | ------------- | -------- | --------- | ------------------- |
| WJR | Vera Sokolova    | Rússia        | 43:11.34 | Kaunas    | 21 de julho de 2005 |
| CR  | Tatyana Mineyeva | Rússia        | 43:24.72 | Bydgoszcz | 9 de julho de 2008  |

## Medalhistas
| Ouro                   | Prata                | Bronze             |
| Elena Lashmanova (RUS) | Anna Lukyanova (RUS) | Kumiko Okada (JPN) |

## Cronograma
Todos os horários são locais (UTC-4).
| Data        | Hora  | Evento |
| ----------- | ----- | ------ |
| 21 de julho | 11:35 | Final  |

## Resultado

### Final
A prova final foi realizada no dia 21 de julho ás 11:35. 
| Posição           | Atleta                   | Nacionalidade | Tempo    | Notas                |
| ----------------- | ------------------------ | ------------- | -------- | -------------------- |
| Medalha de ouro   | Elena Lashmanova         | Rússia        | 44:11.90 | Melhor marca do ano  |
| Medalha de prata  | Anna Lukyanova           | Rússia        | 44:17.98 | Recorde pessoal      |
| Medalha de bronze | Kumiko Okada             | Japão         | 45:56.15 |                      |
| 4                 | Qin He                   | China         | 46:08.36 | Recorde pessoal      |
| 5                 | Antonella Palmisano      | Itália        | 46:08.57 | NJR                  |
| 6                 | Chiaki Asada             | Japão         | 46:39.93 | Recorde pessoal      |
| 7                 | Jing Zhao                | China         | 46:54.90 | Recorde pessoal      |
| 8                 | Regan Lamble             | Austrália     | 47:55.67 | Recorde pessoal      |
| 9                 | Sandra Yerga             | Espanha       | 47:57.66 | Recorde pessoal      |
| 10                | Sandra Nevarez           | México        | 48:00.20 | Recorde pessoal      |
| 11                | Federica Curiazzi        | Itália        | 48:11.34 | Recorde pessoal      |
| 12                | Georgiana Enache         | Roménia       | 48:29.60 |                      |
| 13                | Inès Pastorino           | França        | 48:42.30 | Recorde pessoal      |
| 14                | Charlyne Czychy          | Alemanha      | 49:00.11 | Recorde pessoal      |
| 15                | Anna Chernenko           | Ucrânia       | 49:01.00 |                      |
| 16                | Ekateríni Theodoropoúlou | Grécia        | 49:11.23 |                      |
| 17                | Sara Alonso              | Espanha       | 49:44.28 | Recorde pessoal      |
| 18                | Yuli Capcha              | Peru          | 49:59.96 |                      |
| 19                | Emilie Menuet            | França        | 50:20.46 | Recorde pessoal      |
| 20                | Berta Kriván             | Hungria       | 51:39.50 | Recorde da temporada |
| 21                | Magdalena Jasinska       | Polónia       | 52:16.80 | Recorde da temporada |
| 22                | Linda Paz                | El Salvador   | 52:52.09 | NJR                  |
| 23                | Anne Voyer               | Canadá        | 59:53.24 |                      |
| 99 !              | Paige Hooper             | Austrália     | DSQ      | Regra 230.6 da IAAF  |
| 99 !              | Alejandra Ortega         | México        | DSQ      | Regra 230.6 da IAAF  |
| 99 !              | Orouba Omri Al-Ammou     | Síria         | DNS      |                      |

Legenda
| Recorde mundial       | Recorde mundial (World record)               |                       | Recorde africano                      | Recorde africano (African) |                                           | Q | Classificado por posição (Qualified) |
| Recorde do campeonato | Recorde do campeonato (Championship record)  | Recorde da América    | Recorde da América (Americas)         | q                          | Classificado por melhor tempo (Qualified) |   |                                      |
| Melhor marca do ano   | Melhor marca do ano (World leading)          | Recorde asiático      | Recorde asiático (Asian)              | DNS                        | Não largou (Did not start)                |   |                                      |
| Recorde nacional      | Recorde nacional (National record)           | Recorde europeu       | Recorde europeu (European)            | DNF                        | Não terminou (Did not finish)             |   |                                      |
| Recorde pessoal       | Recorde pessoal do atleta (Personal best)    | Recorde da Oceania    | Recorde da Oceania (Oceania)          | DSQ / DQ                   | Desclassificado (Disqualified)            |   |                                      |
| Recorde da temporada  | Recorde da temporada do atleta (Season best) | Recorde sul-americano | Recorde sul-americano (South America) | NM                         | Sem marca (No mark)                       |   |                                      |